# Албер Афталион
Албѐр Афталио̀н (на френски: Albert Aftalion) е френски икономист.
Роден е на 21 октомври 1874 година в Русе в сефарадско семейство, което малко по-късно се премества в Нанси. Завършва право (1898) и икономика (1899) в Парижкия университет, след което преподава икономика в Лилския университет. През 1923 година оглавява катедрата по статистика, а от 1934 година – по политическа икономия в Парижкия университет. Утвърждава се като водещ френски икономисти на Междувоенния период и днес е смятан за един от основоположниците на икономиката като академична дисциплина в страната. Уволнен от университета след капитулацията на Франция във Втората световна война през 1940 година, той остава в Тулуза до освобождението, след което се връща на поста си, а през 1946 година се пенсионира.
Албер Афталион умира на 6 декември 1956 година в Женева.